# Object Management Group
Object Management Group (OMG) — некомерційна міжнародна організація у формі консорціуму, створена 1989 року. Відповідає за розробку та затвердження незалежних ІТ-стандартів об'єктно-орієнтованого програмування. Серед 11 засновників OMG були такі відомі ІТ-підприємства, як IBM, Apple та Sun. Сьогодні учасниками організації є понад 800 провідних світових компаній, тому стандарти розроблені нею є міжнародно визнаними.
Найвідомішими розробками OMG стали:
- CORBA (англ. Common Object Request Broker Architecture архітектура посередника для загального запиту об'єктів), що спрощує розробку ППЗ в умовах гетерогенного середовища, та
- UML (англ. Unified Modeling Language узагальнена мова моделювання) — стандартизована мова моделювання, що дозволяє моделювати та документувати об'єктноорієнтовані системи використовуючи нормований запис (синтаксис)

Інші стандарти створені OMG (в алфавітному порядку):
- BPMN (Business Process Modeling Notation)
- DDS (Data Distribution Service for Real-Time Systems)
- IDL (Interface Definition Language)
- MDA (Model Driven Architecture)
- MOF (Meta Object Facility), стандартизована будова мета-об'єкта
- OpenDoc
- QVT (Queries, Views, Transformations)
- SPEM (Software Process Engineering Metamodel)
- XMI (XML Metadata Interchange)